# Gaintza
Gaintza – gmina w Hiszpanii, w prowincji Guipúzcoa, w Kraju Basków, o powierzchni 5,96 km². W 2011 roku gmina liczyła 121 mieszkańców.